# Anabel Galander
Anabel Galander (25 de julio de 1999) es una deportista alemana que compite en bobsleigh en la modalidad doble. Ganó dos medallas en el Campeonato Europeo de Bobsleigh, en los años 2023 y 2024.

## Palmarés internacional
| Campeonato Europeo | Campeonato Europeo   | Campeonato Europeo | Campeonato Europeo |
| Año                | Lugar                | Medalla            | Prueba             |
| ------------------ | -------------------- | ------------------ | ------------------ |
| 2023               | Altenberg (Alemania) | Medalla de bronce  | Doble              |
| 2024               | Sigulda (Letonia)    | Medalla de plata   | Doble              |